# الناصر ایرلاینز
الناصر ایرلاینز (به انگلیسی: Al-Naser Airlines) یک شرکت هواپیمایی با کد یاتا NR است که در تاریخ ۲۰۰۵ میلادی تأسیس شده و در تاریخ ۲۰۰۹ فعالیتش را آغاز کرده‌است. دفتر مرکزی الناصر ایرلاینز در بغداد، عراق واقع شده‌است و به ۹ مقصد، پرواز مستقیم انجام می‌دهد.

## مقصدهای پروازی

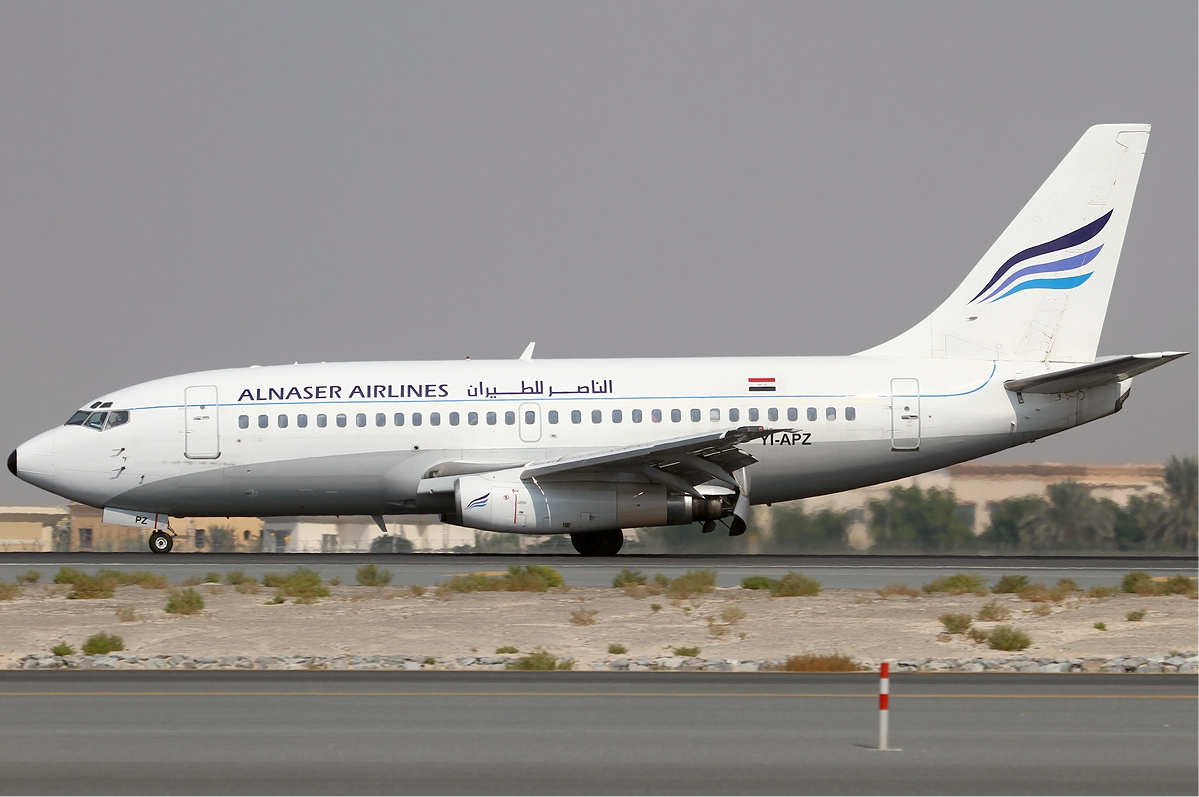
یک فروند بوئینگ ۷۳۷–۲۰۰ الناصر ایرلاینز در فرودگاه بین‌المللی دوبی، امارات متحده عربی. (۲۰۰۹)

Al-Naser Airlines operates the following services (as of December 2014):
گرجستان
- تفلیس - فرودگاه بین‌المللی تفلیس[۲]

عراق
- بغداد – فرودگاه بین‌المللی بغداد قطب
- بصره - فرودگاه بین‌المللی بصره
- نجف – فرودگاه بین‌المللی نجف
- سلیمانیه – فرودگاه بین‌المللی سلیمانیه

سوریه
- دمشق - فرودگاه بین‌المللی دمشق